# Templo Choijin Lama
El Templo Choijin Lama (en mongol: Чойжин ламын сым) es un monasterio budista y actual museo ubicado en Ulán Bator, capital de Mongolia.
El complejo consta de seis templos originalmente ocupados por el hermano del gobernante Octavo Bogd Jetsun Dampa Khan, Choijin Lama Luvsankhaidav, quien era el oráculo estatal y Khutugtu de la «Preciada Sabiduría y Clara Devoción» en ese momento. El complejo se inició en 1904 y se completó en 1908, en honor al Oráculo Estatal Lama Lubsanhaidub, hermano del octavo Bogd Khan. Fue originalmente un complejo de templos budistas, que constaba de un templo principal y cinco templos secundarios. Estuvo activo hasta 1937, cuando fue cerrado durante el apogeo de la represión comunista contra el budismo y otras tradiciones religiosas.

## Estructura
El templo principal cuenta con una estatua dorada del siglo XVIII de Buda Sakyamuni, con una estatua de Choijin Lama Luvsankhaidav a la derecha del Buda y el cadáver embalsamado de Baldan Choephel a su izquierda. Además, el templo cuenta con una abundante colección de instrumentos religiosos, pinturas thangka, bordados de seda, tallas de madera, estatuas y una gran colección de máscaras de danza cham.
El anexo del templo contiene otro templo, llamado «Zankhang» y una plaza central en la que Choijin Lama Luvsankhaidav realizó rituales de trance del Oráculo.
El templo «Zuu» dedicado al Buda Shakyamuni, presenta esculturas de papel maché de Buda en el pasado, el presente y el futuro. Los 16 discípulos arhat de Buda aparecen en las paredes del templo con cuatro protectores maharajás sentados en cuevas a ambos lados de la puerta.
El templo «Yidam» fue utilizado como lugar de oración por el Choijin Lama Luvsankhaidav, por lo que estuvo cerrado al público. Ahora está abierto al público para visitas turísticas. En su centro hay una escultura de bronce dorado de uno de los 84 yoguis indios, o Mahasiddha. También están representados los dioses tántricos Kalacakra, Mahamaya, Vajradhara y otros con sus shakti o consortes en posturas de meditación que simbolizan el poder y la fuerza.
El cuarto templo, el templo de «amugulang o paz», está dedicado a la primera reencarnación mongola de Boghda Jevzundamba, Öndör Gegeen Zanabazar.

## Museo
El museo conserva un rico patrimonio de objetos budistas. Cuando se estaban construyendo los monasterios en Mongolia, se habían construido casi 700 monasterios, pero entre ellos, el Templo Lama Choijin tiene características e historia muy distintivas. Se trata de un sublime legado de la historia de la artesanía, las bellas artes y la escultura de los mongoles de finales del siglo XIX y principios del siglo XX. Situado en el centro de Ulán Bator, directamente al sur de la plaza Sujbaatar, el museo está abierto todo el año (con horario reducido durante los meses de invierno). 
Las explicaciones de la casi abrumadora colección no son tan detalladas como podrían ser, pero cada templo tiene asistentes de sala que pueden proporcionar material adicional. El propio museo y sus objetos también muestran el resurgimiento del budismo en Mongolia después de la represión comunista, con una exposición especialmente interesante sobre la danza cham budista y su renacimiento moderno.

## Galería

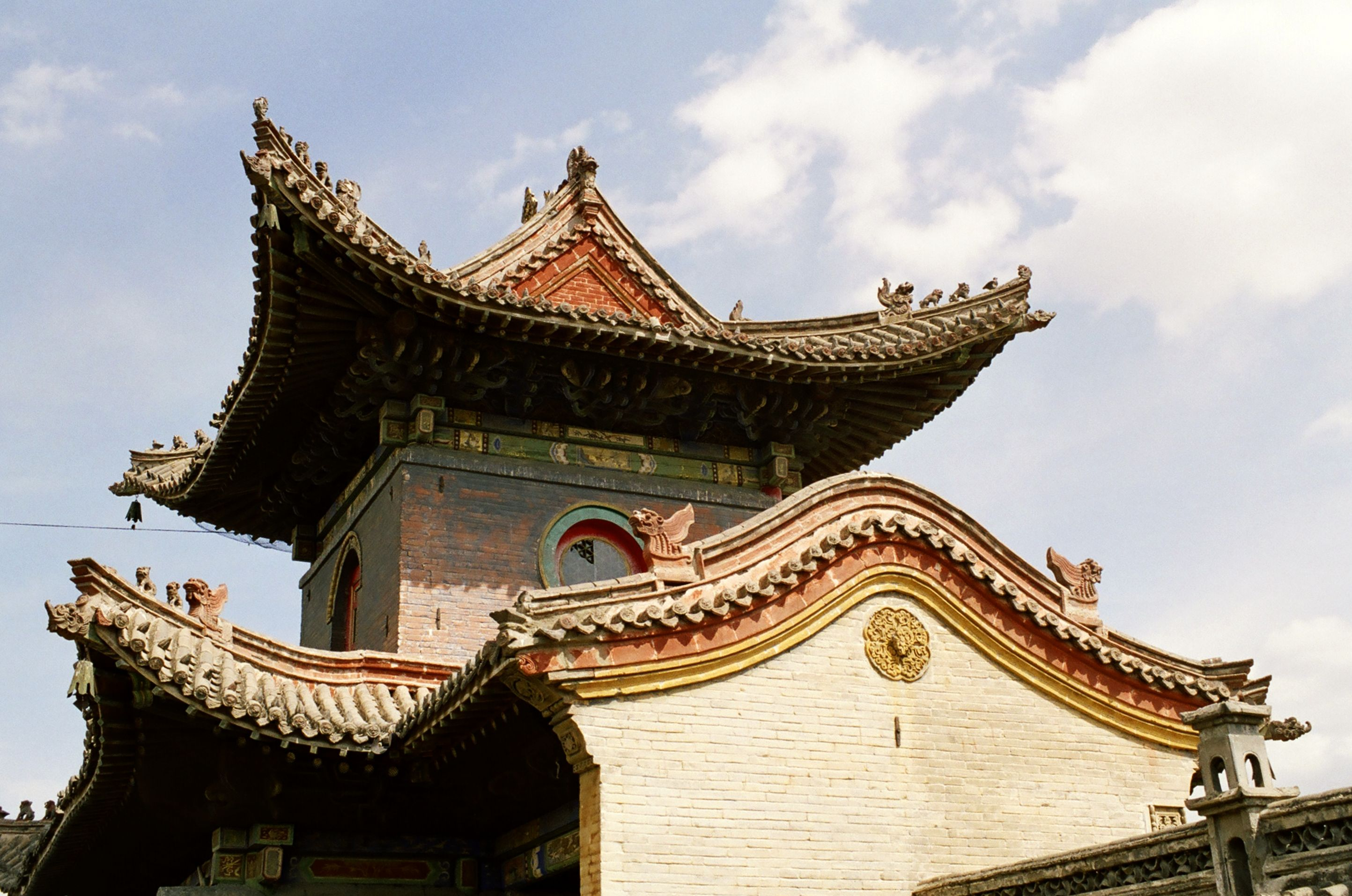
Templo Lama Choijin desde cerca.
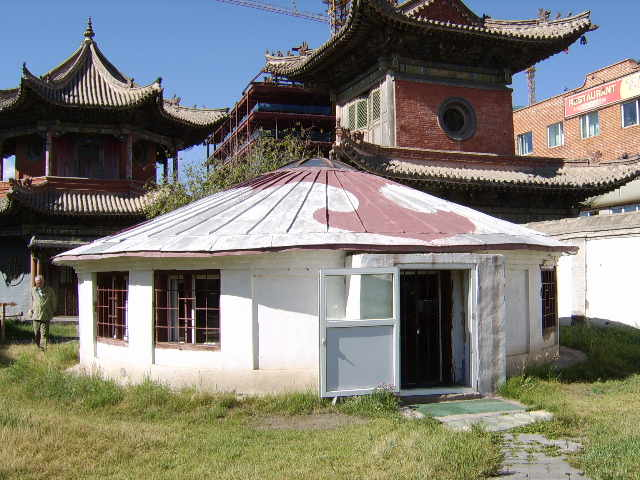
Una de las salas de oración tiene forma de ger.
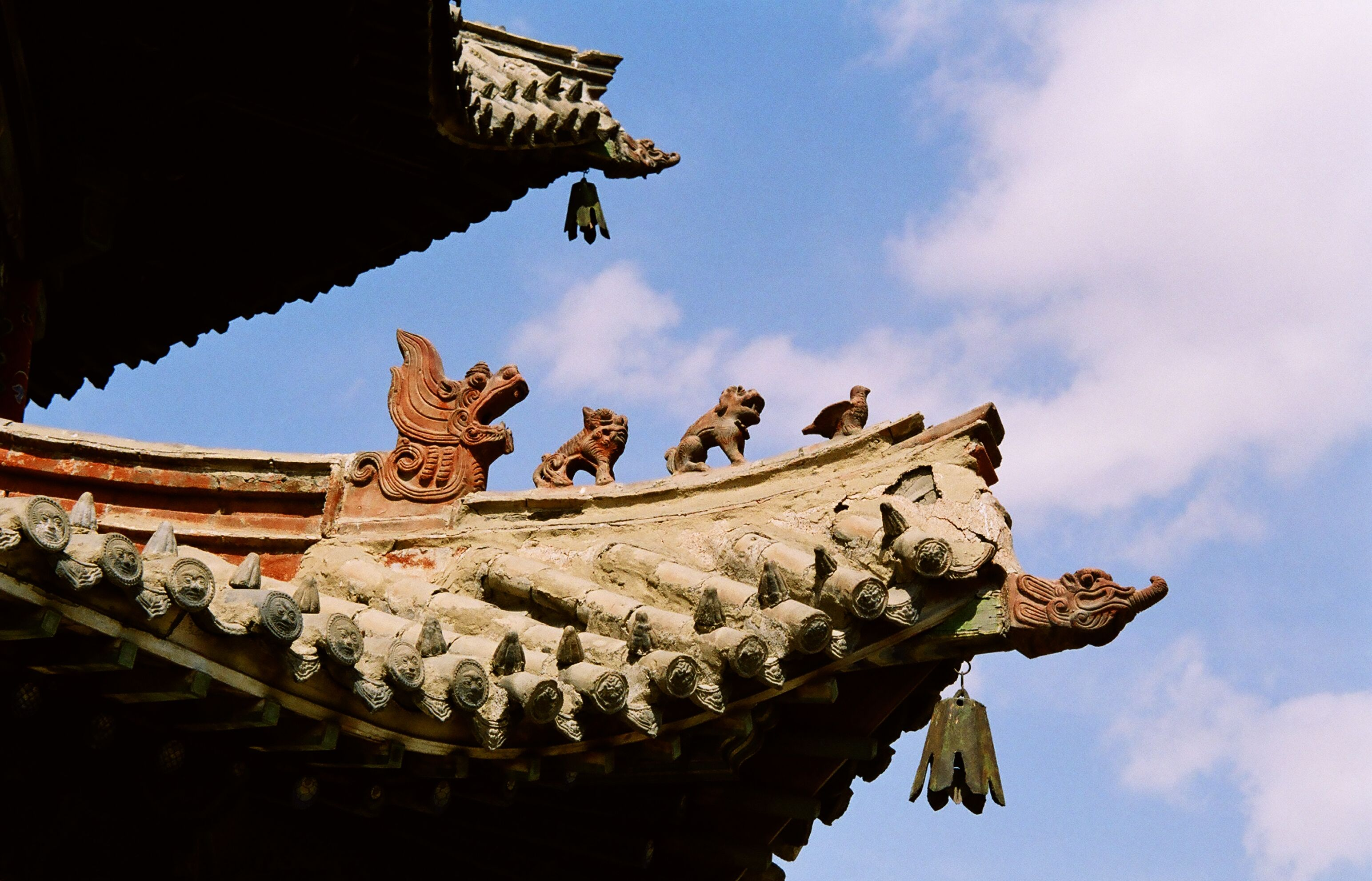
Techo ricamente decorado en una de las salas.
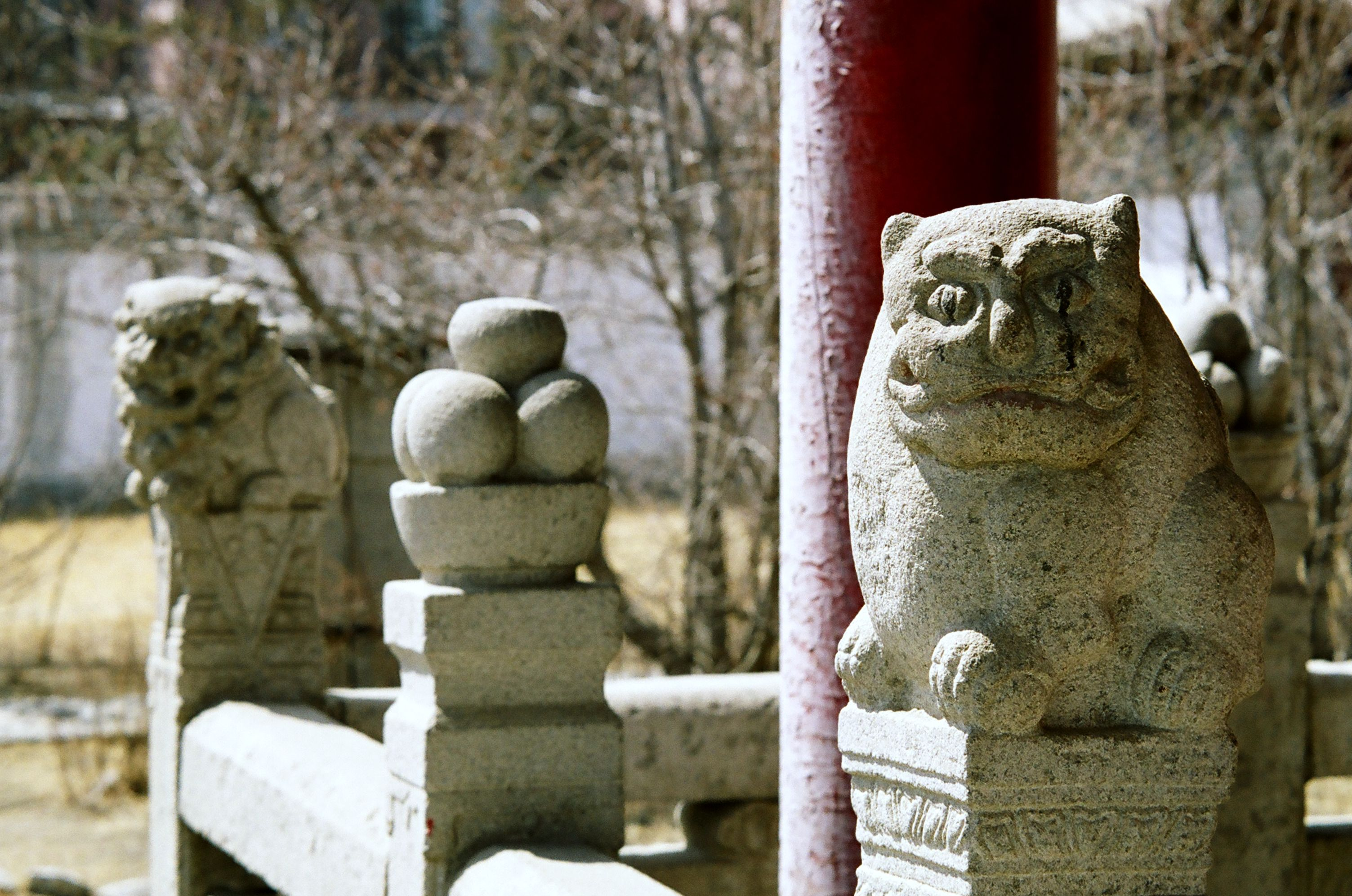
Leones y bestias de piedra protegen el templo.